# ツェル・アム・ゼー
ツェル・アム・ゼー（Zell am See）は、オーストリアのザルツブルク州、ツェル・アム・ゼー郡（俗称;ピンツガウ）の基礎自治体 ( ゲマインデ ) で同郡の郡都。

## 地理
ツェル・アム・ゼーはキッツビュール・アルプスの通り道であり、北はザールフェルデン盆地のザーラッハ川に、南はザルツァハ川に繋がっている。
インスブルックから東におよそ100km、グロースグロッスナー山から北におよそ30kmの場所にある。
ツェラー湖（Zeller See）という大きな湖があり、この湖畔にあるリゾート地として知られている。ツェラー湖は周囲4.5km、幅800mから1400m、表面積は4.7平方kmほどで、深さは最も深いところで68mである。街の裏手には高さ1965mの山であるシュミッテンヘーエ（Schmittenhohe）がある。街の郊外から出発するゴンドラが山の頂のレストランにまで延びている。

## 風景

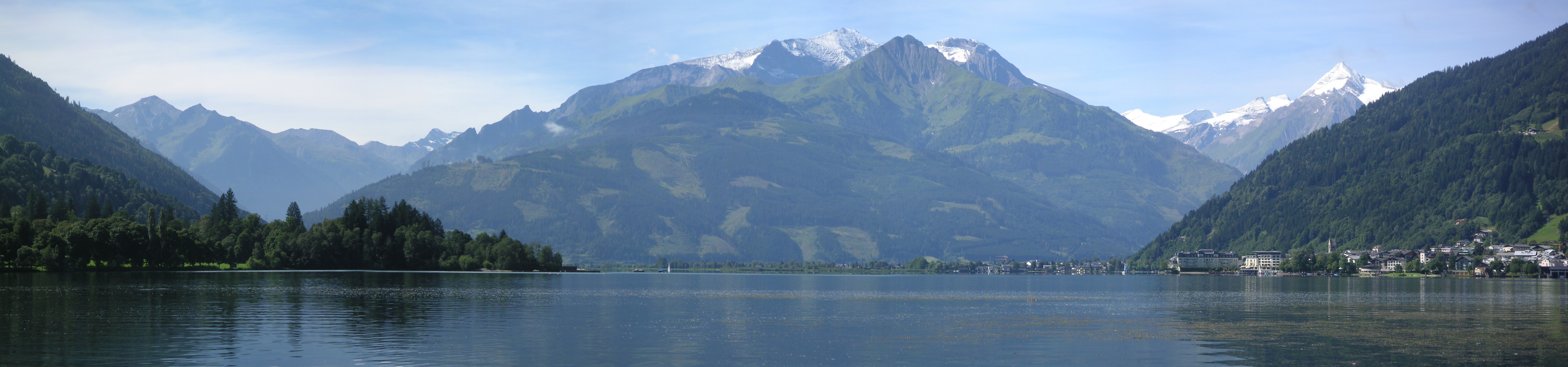
ツェラー湖からホーアー・テン中央山地のパノラマ

ツェラー湖は元より、北に少し延び、南のザルツァハ川の方向に拡大した。湖の面積は、時間によって変化する湿地のエリアで変わってくるが、4.7㎡でピーナッツ状の形状を成している。地域の山は馬蹄形をしており、斜面は主に森林やアルプスの牧草地で覆われている。
シュミッテンヘーエ山はツェル・アム・ゼーのホームマウンテンで、主にアルペンスキーやハイキングが有名。近くにあるフントシュタイン山（Dog Stone）の2,117mがザルツブルク・グレーワッケ・ゾーンの最高峰。

## スキー
シュミッテンエーへ山ではウィンタースキーを楽しむことができる。滑れる範囲は、キッツシュタインホルンのゲレンデとカプルーンを含め、およそ138km。
ツェル・アム・ゼーは標高の低いスキーエリアで、温度が高く積雪しにくい場だが、氷河は一年中ほとんど雪で覆われている。

## 歴史
すでにローマ時代にはツェル・アム・ゼーに人が居住していた。西暦740年にザルツブルク大司教ヨハネス（ヨハン）の命により修道士がこの地に Cella in Bisonzio 村を創った。1357年に市場町となり、1924年1月24日に都市法を適用した。

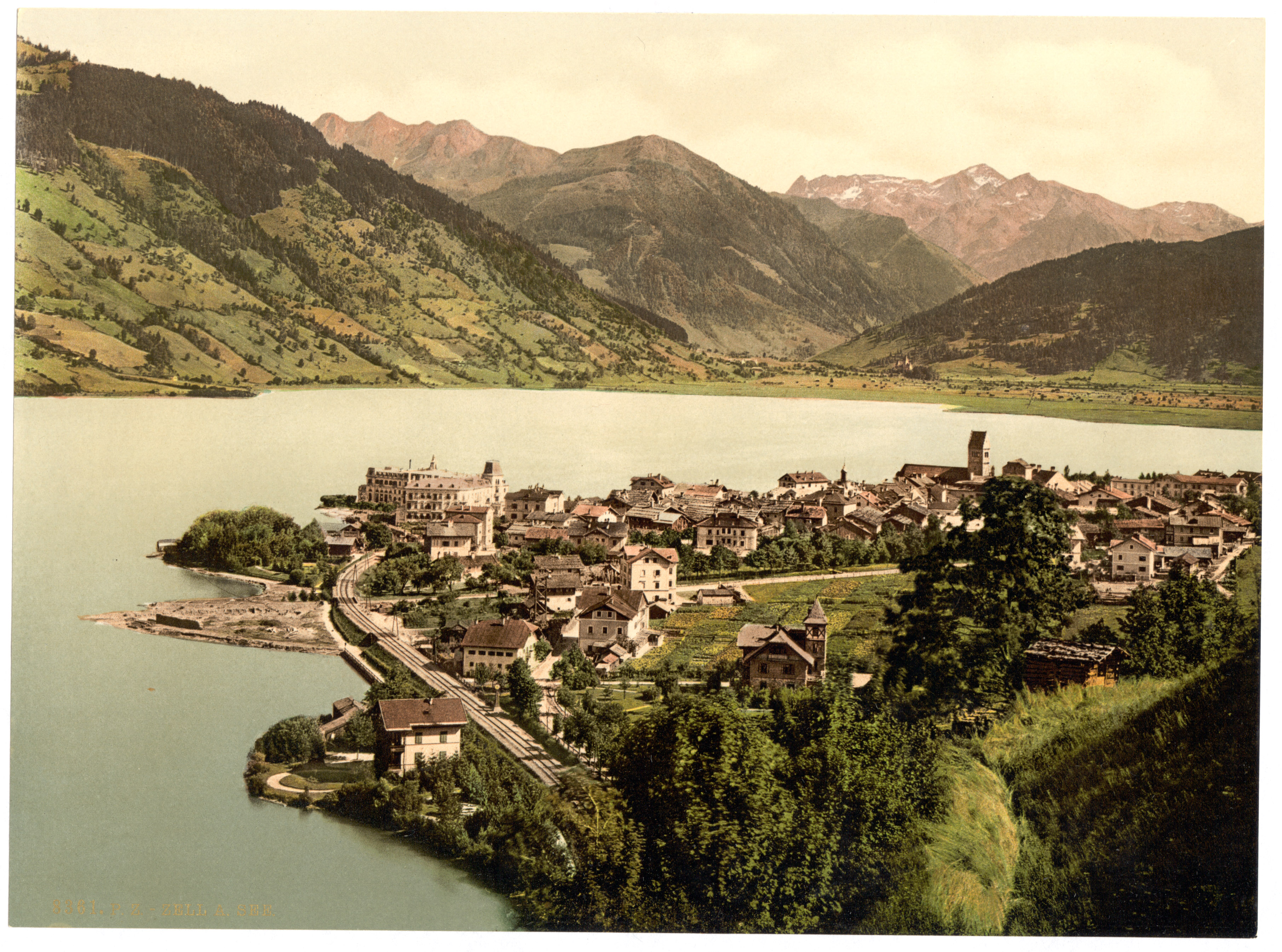
1900年のツェル・アム・ゼー

### 年表
- 1868年　消防団設立
- 1875年7月30日　ギーゼラ鉄道（ザルツブルク - チロル線）が開通し、夏期の観光旅行始まる
- 1879年7月15日　ホテル「エリザベート Elisabeth」開業
- 1881年　エリーザベトが蒸気船での運航をツェラー湖で始める
- 1885年　皇后エリーザベト来訪、シュミッテンヘーエ登頂
- 1887年　地方自治体によってツェラー湖での蒸気船運航が始まる。
- 1893年　皇帝フランツ・ヨーゼフ1世来訪
- 1894年　街のシンボルとなる「グランドホテル das Grand Hotel」が建てられる。
- 1898年　ピンツガウ地方鉄道（Pinzgauer Lokalbahn）営業運転開始
- 1906年　ツェル・アム・ゼー・スキークラブ設立、初のウィンタースポーツフェスティバル開催
- 1906年及び1910年　電気動力の船舶の運航が始まり、蒸気船運航廃止
- 1914年　鉄道複線化
- 1924年　凍結したツェラー湖に軽飛行機が着陸する
- 1928年　テニスコートが造られる。冬季はアイススケート、アイスホッケー場として用いられる
- 1928年1月25日　シュミッテンヘーエ開山
- 1928年　オーストリア航空協会支部設立
- 1930年　基幹学校（Hauptschule）開校
- 1937年2月5日　アカデミック冬季オリンピック
- 1945年　アメリカ軍第101空挺師団第506落下傘連隊第2大隊駐屯
- 1952年5月8日　高山グライダー学校開校
- 1959年5月15日　ツェル飛行場開港
- 1961年　気候による温泉地の地位を得る
- 1966年　激しい雷雨によって堤防が決壊
- 1968年　スパとスポーツセンター建設、ヨーロッパスポーツ地域創立
- 1973年　スキーワールドカップ開催（12月12日～20日）
- 1975年　ローゼンベルク城（16世紀に建造）に市庁舎を移転
- 1976年　新しい病院が開院
- 1977年　スキーリフト「ツェラー山線 Zeller Bergbahn」開業
- 1979年　歩行者天国開通式
- 1979年　女子滑降ワールドカップ開催
- 1981年　フェルディナント・ポルシェ名誉博士を名誉市民に
- 1981年　商会議によってルイス・ピエヒ・ポルシェを名誉市民に
- 1996年　シュミッテンヘーエを貫く全長5110mの道路トンネルが完成
- 2000年　シドニー五輪セーリング競技において金メダルを獲得したシュタイナッハー、ハガラの2人に賞与式
- 2004年　アテネ五輪セーリングにおいて金メダルを獲得したシュタイナッハー、ハガラの2人に賞与式
- 2005年　ツェラー湖に3代目の船として就役した船舶が「シュミッテンヘーエ Schmittenhöhe」と名づけられる

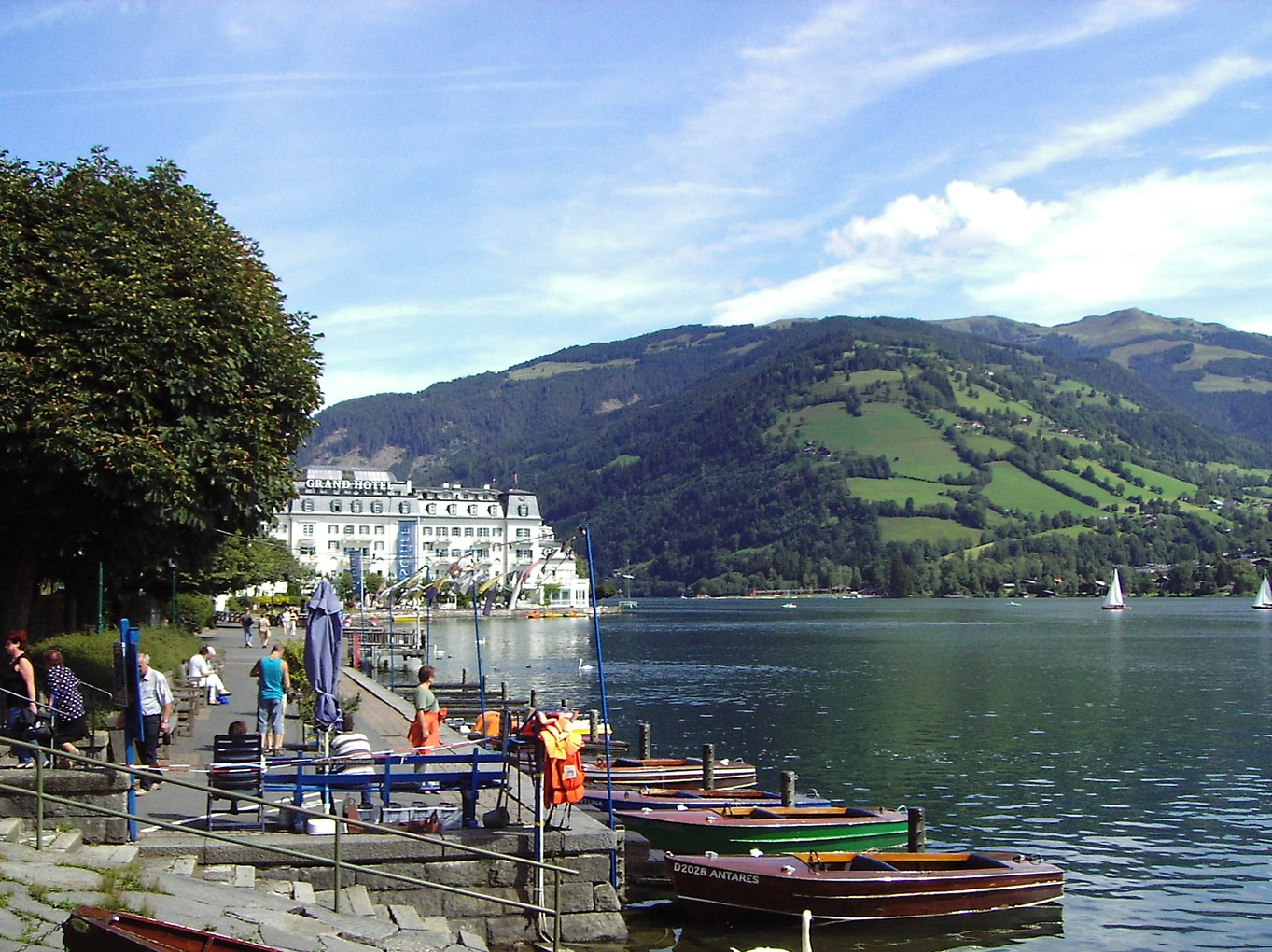
湖畔の遊歩道とグランドホテル

## 名所

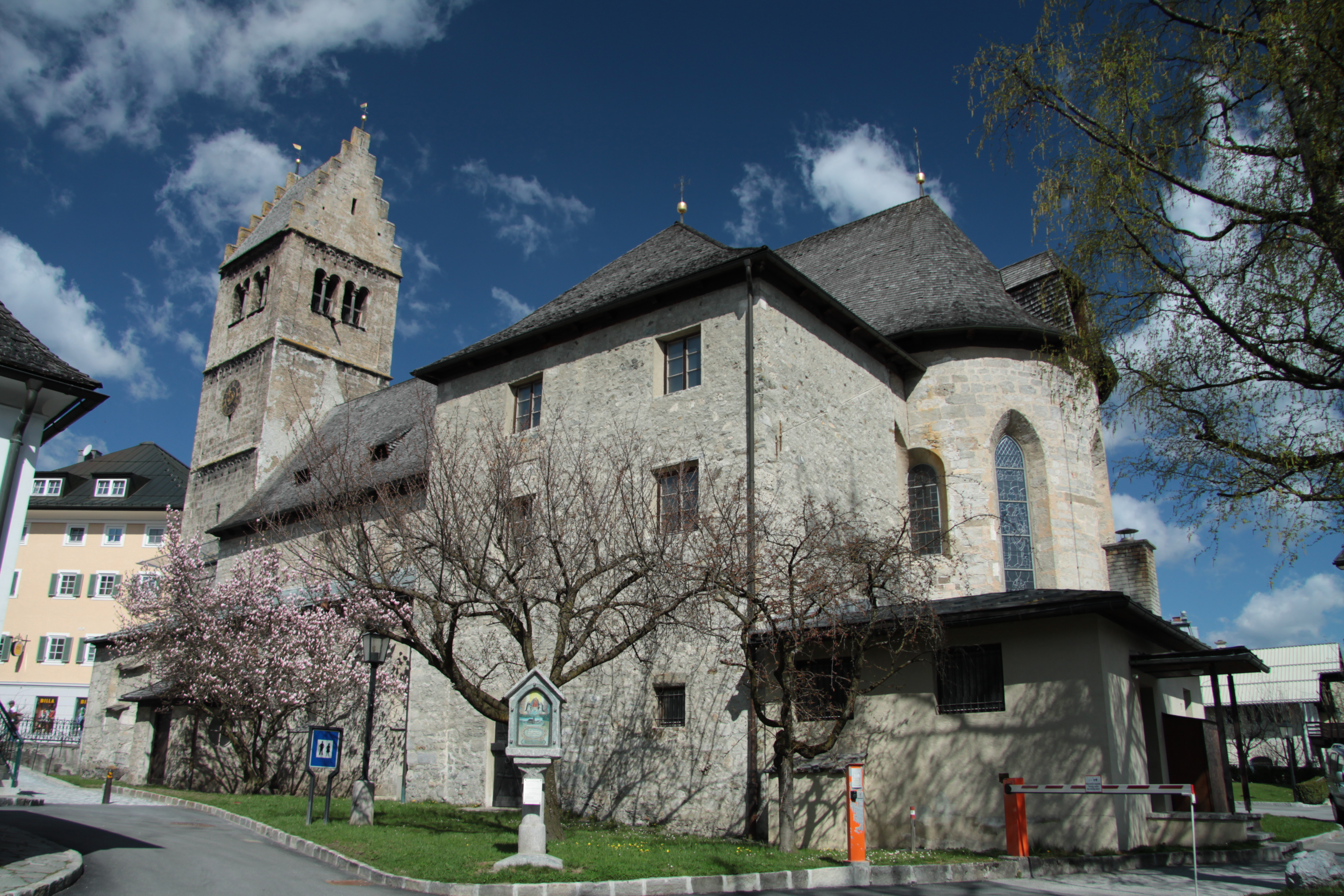
聖ヒッポリュトス教会

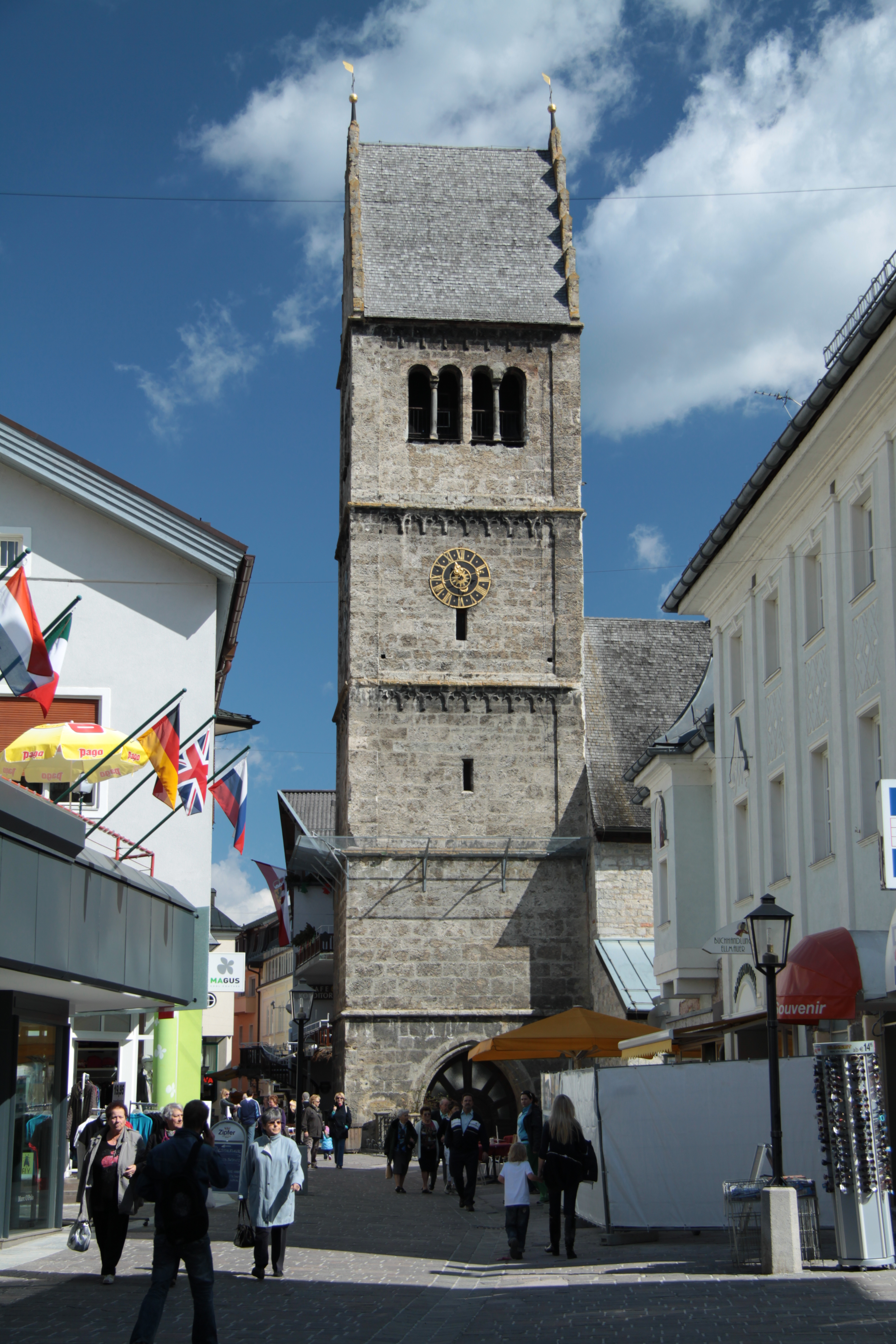
教会の塔

聖ヒッポリュトス教会はピンツガウ地域で最も古い建物として知られている。教会のほとんどがロマネスク様式で、3つの身廊から構成されている。1794年より前は、中心の身廊はゴシック式アーチ型を用いていたが、1898年に平らな木製の天井に建て替えられた。祭壇までは4段のステップで続いている。拝廊と側廊は、今もなおゴシック様式だが、その他のゴッシック式の物（ヨーゼフ・バッハレーナによるネオゴシック式祭壇など）は、1898年の改装で、前世紀のバロック式の家具が取り除かれた際に持ち込まれた。
教会の一番の見どころは1514年にできた、高架歩道と華やかな欄干。通路にある円柱は大理石からできている。
その他、フェリー・ポルシェ・コングレス・センターといった施設もある。

## 教育機関
ツェリアムゼーには小学校が3つ、高校、特別支援学校、専門学校、グラマースクール、商業専門学校、商業学校が各1つずつある。
- Volksschule Zell am See
- Volksschule Schüttdorf
- Volksschule Thumersbach
- Hauptschule Zell am See
- Allgemeine Sonderschule
- Polytechnische Schule Zell am See
- Landesberufsschule Zell am See
- Bundesgymnasium und Bundesrealgymnasium Zell am See
- Bundeshandelsakademie und Bundeshandelsschule

## ゆかりの人物

### ツェル・アム・ゼー出身の人物
- マリア・フランツィスカ・フォン・トラップ - ゲオルク・フォン・トラップの次女、映画『サウンド・オブ・ミュージック』のモデルファミリー。
- ハラルド・アートル - レーシングドライバー
- フェリックス・ゴットヴァルト - ノルディック複合選手
- クリストフ・シェスヴェンター - サッカー選手

### ツェル・アム・ゼーに在住した人物
- フェルディナント・ポルシェ - 工学技術者、自動車工学者。ポルシェの創設者。
- フェルディナント・アントン・エルンスト・ポルシェ - 実業家、自動車工学技術者、自動車デザイナー。ポルシェの創設に関わった。
- ルイーゼ・ピエヒ - 女性実業家
- フェルディナント・ピエヒ - 技術者、経営者、フォルクスワーゲンの取締役会会長を経て、2015年4月25日まで同社監査役会長。